# Jürgen Hemmerling
Jürgen Hemmerling (* 22. September 1951) ist ein ehemaliger deutscher Mittelstreckenläufer, der sich auf die 1500-Meter-Distanz spezialisiert hatte und für die DDR startete.
Bei den Leichtathletik-Halleneuropameisterschaften 1973 in Rotterdam wurde er Vierter. Insgesamt trat er fünfmal im Nationaltrikot an.
Ende 1971 wurde er DDR-Meister im Crosslauf auf der Kurzstrecke. Über 1500 m wurde er 1972 DDR-Vizemeister im Freien und 1972 sowie 1973 Vizemeister in der Halle.
Jürgen Hemmerling startete für den ASK Vorwärts Potsdam.

## Persönliche Bestzeiten
- 800 m: 1:48,5 min, 28. Juni 1973, Potsdam
- 1000 m: 2:20,6 min, 28. August 1974, Potsdam
- 1500 m: 3:39,0 min, 24. Juli 1974, Turin